# Antiteatar
Antiteatar, smjer u drami 20. stoljeća koji je kulminirao 1960-ih i 1970-ih u djelima Samuela Becketta, Eugenea Ionesca, Arthura Adamova, Jeana Geneta i Harolda Pintera. Antiteatar napušta linearnu dramaturgiju i shemu uvod-kulminacija-rasplet. Odbacuje smisleni dijalog i verbalnu komunikaciju među likovima. Parodira jezične konvencije te osnovne situacije svakodnevnice. U žanrovskom smislu, antiteatar nadilazi i komediju i tragediju te prelazi u apsurd i crni humor. Mađarsko-britanski dramatičar Martin Esslin autor je najutjecajnije studije o antiteatru, pod naslovom "Teatar apsurda" (The Theatre of the Absurd, 1962). Antiteatar je ostavio traga u djelima hrvatskog pjesnika i dramatičara Radovana Ivšića, koji se od 1950-ih kretao u krugovima nadrealista u Parizu.